# Музеј за историју фармације у Београду
Музеј за историју фармације је музеј у саставу Фармацеутског факултета Универзитета у Београду. Музејска збирка је по обиму и вредности једна од најзначајнијих фармакоисторијских збирки на простору Србије и бивших југословенских земаља. Она обухвата мноштво апотекарског прибора и опреме за израду лекова, који се некада користио у лабораторијама апотека, углавном за израду лекова и једноставније токсиколошке и хемијске анализе. Музеј располаже делом инвентара прве државне апотеке у Србији из XIX века, Правителствене Апотеке, која је радила у периоду 1836-1859. По значају се посебно истиче колекција порцеланских стојница за чување чврстих и течних лековитих препарата. Музеј баштини предмете кроз пет збирки: 
- Апотекарски намештај
- Стојнице
- Мерни инструменти
- Апотекарски прибор и посуђе
- Специјалитети

Музеј поседује нарочито богат архивски материјал, као и библиотеку која садржи дела од XVI до XX века.
Музеј за историју фармације основан је великим ангажовањем многих фармацеута и историчара фармације, а пре свих вишег научног саветника Андрије Мирковића, који је своју приватну збирку старина поклонио као основу за формирање музеја. О историјској вредности збирке говори податак да је још 1948. године стављена под заштиту државе као културно благо јер „садржи посуђе, апарате, рукописе и књиге из XVI, XVII, XVIII и XIX века, те по својој обимности, уређености и предметима једина је збирка ове врсте у Србији, која може корисно послужити за изучавање развоја фармације”.
Од 17. септембра 2018. године  према Решењу Министарства културе бр. 69-00-251/2018-02 музеј постоји формално-правно у саставу факултета и постаје значајна тачка на музејској мапи Србије. Фармацеутски факултет  је постао први факултет у региону који у свом саставу има музеј.
Музеј има репрезентативну сталну поставку у централном холу факултета. Улаз на факултет је и улаз у музеј.
Групне посете се могу организовати уз договор са кустосом музеја. Улаз је слободан.